# 925 (アルバム)
『925』（キューニーゴ）は、2021年8月4日に発売された日本のヒップホップMC、ZORNのEPである。
先行公開されていた配信シングル「家庭の事情」など7曲を収録。本作品では客演の楽曲はなく、収録曲全てのサウンドプロデュースは前作『新小岩』と同様にBACHLOGICが担当した。

## ミュージック・ビデオ
配信に合わせ公開された「家庭の事情」に加え、1曲目に収録された「Lost」、6曲名に収録された「Stay Gold」のミュージック・ビデオが制作されている。「家庭の事情」と「Lost」のディレクションは山田健人が担当し、「Stay Gold」は新保拓人が担当した。「Stay Gold」のミュージック・ビデオは主に、ZORNの地元である葛飾区の京成立石駅最寄りの立石商店街 他で撮影が行われ、2021年9月12日に横浜アリーナで開催されたワンマンライブ「無題」の公演後に公開された。

## 記録
2021年8月16日付のオリコン週間デジタルアルバムランキングでは6,217DLで首位を記録し、前作『新小岩』に続き通算2作目の首位獲得となった。
Billboard JAPANでは2021年8月11日公開のBillboard Japan Download Albumsでは7,625DLで首位を記録し、こちらも『新小岩』に続き首位を獲得。同日付のBillboard Japan Hot Albumsでは3位を記録した。Download Albumsでは翌週も首位を記録した。

## その他
本作『925』はゲリラ販売された。何か面白いことはできないかという本人の意向からSNSで告知し、新小岩公園で本人による手売り販売が行われた。結果、人がたくさん来てしまい現場は警察沙汰に発展し、スタッフが対応した。
1曲目の「Lost」は、2021年1月に開催された日本武道館でのワンマンライブ後にラッパーとしての自分の立ち位置を考えたことをきっかけに制作された曲である。お金がなくても家族といる幸せを知っているというZORNは、成功していくにつれ家族や仲間との時間が削られていく事に対しての気持ちをラッパーとして曲にした。誰も成功によって生じる苦悩を歌っていなかった事も背景に制作された。

## 収録曲
| #  | タイトル         | 作詞 | 作曲      | 時間 |
| -- | ---------------- | ---- | --------- | ---- |
| 1. | 「Lost」         | ZORN | BACHLOGIC | 1:44 |
| 2. | 「Keep It Real」 | ZORN | BACHLOGIC | 2:53 |
| 3. | 「Bars Wars」    | ZORN | BACHLOGIC | 3:49 |
| 4. | 「Saves Me」     | ZORN | BACHLOGIC | 3:17 |
| 5. | 「Kill 'Em All」 | ZORN | BACHLOGIC | 2:54 |
| 6. | 「Stay Gold」    | ZORN | BACHLOGIC | 3:30 |
| 7. | 「家庭の事情」   | ZORN | BACHLOGIC | 3:48 |

## チャート
| チャート                                     | 最高順位 | 出典   |
| -------------------------------------------- | -------- | ------ |
| オリコン 週間アルバムランキング              | 38       | [ 12 ] |
| オリコン 週間デジタルアルバムランキング      | 1        | [ 7 ]  |
| オリコン 合算アルバムランキング              | 14       | [ 13 ] |
| オリコン 週間インディーズアルバムランキング  | 3        | [ 14 ] |
| オリコン 週間DANCE & SOULアルバムランキング  | 2        | [ 15 ] |
| Billboard Japan Hot Albums                   | 3        | [ 16 ] |
| Billboard Japan Top Albums Sales             | 32       | [ 17 ] |
| Billboard Japan Download Albums              | 1        | [ 9 ]  |
| Billboard Japan Top Download Albums Year End | 12       | [ 18 ] |

| 現在、技術上の問題で一時的にグラフが表示されなくなっています。 |                                                                |
|                                                                | 現在、技術上の問題で一時的にグラフが表示されなくなっています。 |

### アルバム『925』の週間チャートの推移に関する脚注
1. ↑  「2021年8月16日付のDownload Albums」『Billboard JAPAN』株式会社阪神コンテンツリンク、2021年8月16日。2021年12月21日閲覧。
2. ↑  「2021年8月13日付のDownload Albums」『Billboard JAPAN』株式会社阪神コンテンツリンク、2021年8月23日。2021年12月21日閲覧。
3. ↑  「2021年8月30日付のDownload Albums」『Billboard JAPAN』株式会社阪神コンテンツリンク、2021年8月30日。2021年12月21日閲覧。
4. ↑  「2021年9月6日付のDownload Albums」『Billboard JAPAN』株式会社阪神コンテンツリンク、2021年9月6日。2021年12月21日閲覧。
5. ↑  「2021年9月13日付のDownload Albums」『Billboard JAPAN』株式会社阪神コンテンツリンク、2021年9月13日。2021年12月21日閲覧。
6. ↑  「2021年9月20日付のDownload Albums」『Billboard JAPAN』株式会社阪神コンテンツリンク、2021年9月20日。2021年12月21日閲覧。
7. ↑  「2021年9月27日付のDownload Albums」『Billboard JAPAN』株式会社阪神コンテンツリンク、2021年9月27日。2021年12月21日閲覧。
8. ↑  「2021年10月04日付のDownload Albums」『Billboard JAPAN』株式会社阪神コンテンツリンク、2021年10月4日。2021年12月21日閲覧。
9. ↑  「2021年10月11日付のDownload Albums」『Billboard JAPAN』株式会社阪神コンテンツリンク、2021年10月11日。2021年12月21日閲覧。
10. ↑  「2021年10月18日付のDownload Albums」『Billboard JAPAN』株式会社阪神コンテンツリンク、2021年10月18日。2021年12月21日閲覧。
11. ↑  「2021年10月25日付のDownload Albums」『Billboard JAPAN』株式会社阪神コンテンツリンク、2021年10月25日。2021年12月21日閲覧。
12. ↑  「2021年11月1日付のDownload Albums」『Billboard JAPAN』株式会社阪神コンテンツリンク、2021年11月1日。2021年12月21日閲覧。
13. ↑  「2021年11月8日付のDownload Albums」『Billboard JAPAN』株式会社阪神コンテンツリンク、2021年11月8日。2021年12月21日閲覧。
14. ↑  「2021年11月15日付のDownload Albums」『Billboard JAPAN』株式会社阪神コンテンツリンク、2021年11月15日。2021年12月21日閲覧。
15. ↑  「2021年11月22日付のDownload Albums」『Billboard JAPAN』株式会社阪神コンテンツリンク、2021年11月22日。2021年12月21日閲覧。
16. ↑  「2021年11月29日付のDownload Albums」『Billboard JAPAN』株式会社阪神コンテンツリンク、2021年11月29日。2021年12月21日閲覧。
17. ↑  「2021年12月6日付のDownload Albums」『Billboard JAPAN』株式会社阪神コンテンツリンク、2021年12月6日。2021年12月21日閲覧。